# Irene Casagrande
Pour les articles homonymes, voir Casagrande.
Irene Casagrande (née à Vittorio Veneto, le 5 octobre 1996) est une actrice italienne.

## Biographie
Irene Casagrande commence à jouer de l'enfance, démontrant la passion pour l'art dramatique.  Formé à l'« Académie Lorenzo Da Ponte » en 2013, en 2013 figure parmi les protagonistes de la série télévisée In Treatment, à côté de Sergio Castellitto. Puis en 2015, elle joue Oriana Fallaci dans la mini-série L'Oriana de Marco Turco et participe à la série TV 1992 ; Una grande famiglia et en 2017, 1993 aux côtés de Stefano Accorsi.

## Filmographie partielle

### Télévision
- 2013 : En analyse – série TV, 7 épisodes.
- 2015 : 
  - L'Oriana, de Marco Turco – mini-série TV
  - Io tra 20 anni – web-série
  - 1992 – série TV
  - Una grande famiglia – série TV, 8 épisodes
- 2017 :  1993 – série TV[4].

### Cinéma
- 2015 : Uno per tutti de Mimmo Calopresti[5]

## Théâtre
- 2010 : Ragazze interrotte, mise en scène de E. Fainello
- 2011 : Humaniplicity, mise en scène de E. Fainello
- 2013 : Storia di una ragazza che non doveva chiamarsi Veronica, mise en scène de E. Fainello
- 2014 : Le donne di Tebe, mise en scène de E. Fainello
- 2015 : 
  - Sogno di una notte di mezza estate, mise en scène de E. Fainello
  - Hamlet, mise en scène de E. Fainello
- Triptico, mise en scène de I. Cutifani
- 2017 :Il peso specifico di una carezza, mise en scène de I. Casagrande.